# LBT Team March
Unter dem Namen LBT Team March meldete der spanische Rennfahrer Emilio de Villota einen March 821 zu fünf Rennen der Formel-1-Saison 1982. Im Gegensatz zu den meisten anderen Formel-1-Teams, hatte de Villotas Projekt keine eigene Infrastruktur. Vielmehr stützte de Villota sein Engagement auf zwei bestehende Motorsportteams. LBT Team March wird gelegentlich als das letzte Privatteam der Formel 1 angesehen.

## Hintergrund

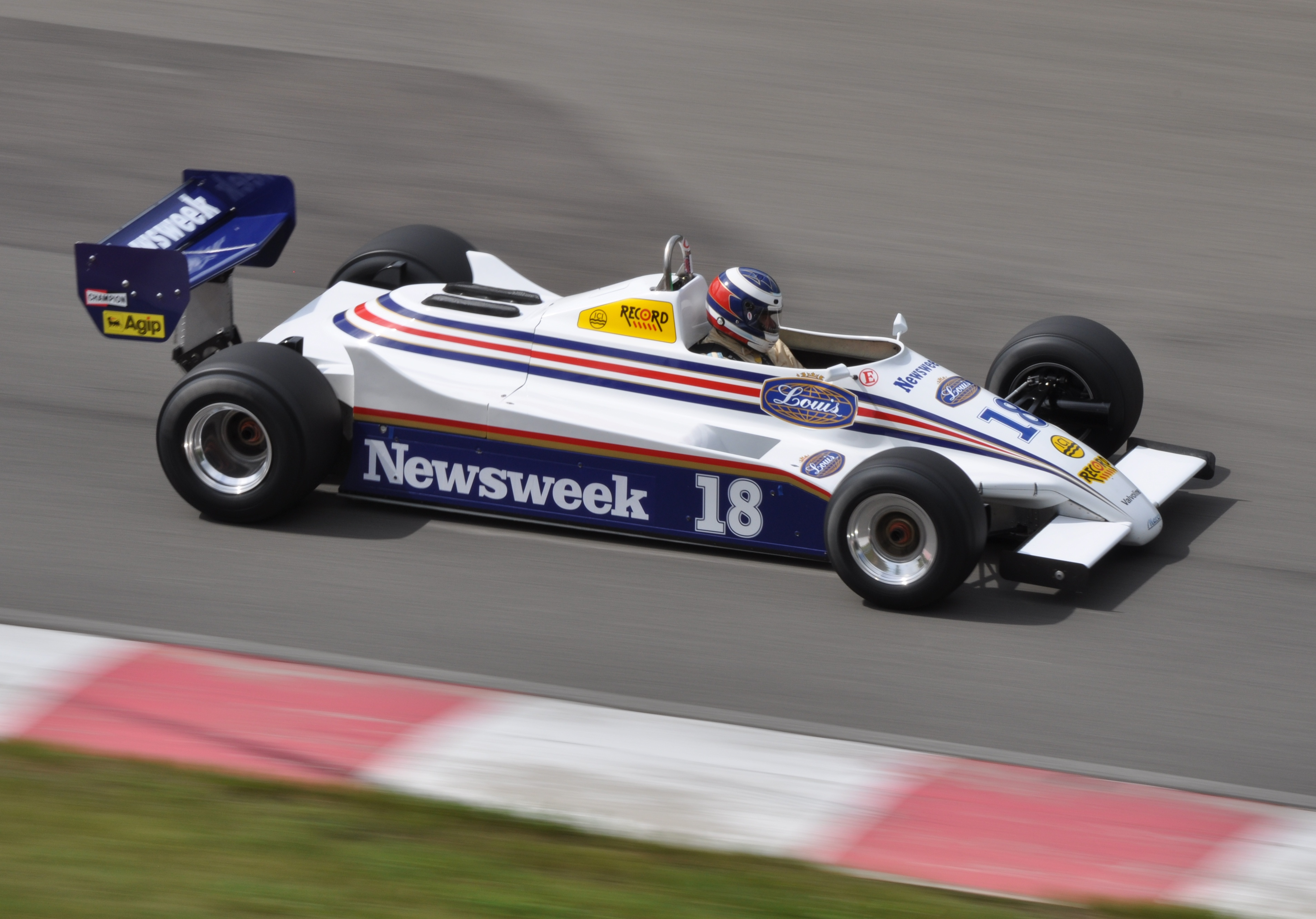
March 821: De Villotas letztes Formel-1-Auto (hier in der Lackierung von March Grand Prix/RAM Racing)

Emilio de Villota war ein spanischer Banker, der in den 1970er-Jahren in seiner Freizeit Automobilrennen fuhr. Einige Beobachter bezeichneten de Villota als „letzten Herrenfahrer“. 1976 debütierte er in der Formel 1. Das britische Kundenteam RAM Racing meldete ihn für sein Heimatrennen, den Großen Preis von Spanien. Hier scheiterte er an der Qualifikation. Ab der folgenden Saison trat de Villota als Privatfahrer mit einem eigenen Rennstall an, der nach seinem Hauptsponsor Iberia Airlines benannt war. De Villota meldete seinen McLaren M23 zu sieben Weltmeisterschaftsläufen, qualifizierte sich aber nur zweimal. 1978 meldete er das gleiche Auto für den Großen Preis von Spanien. Er scheiterte wiederum an der Qualifikation. De Villota wechselte daraufhin in die Aurora-AFX-Formel-1-Serie, eine rein britische Rennserie, in der für RAM Racing antrat. 1980 gewann er die Meisterschaft in einem Williams FW07 (Chassis FW07/1) des RAM-Teams.
Gestützt auf diesen Erfolg, meldete de Villota den Williams FW07/1 zum Großen Preis von Spanien 1981. Die Meldung erfolgte nicht im Zusammenwirken mit RAM Racing, sondern als reines Privatteam. Die Meldung de Villotas wurde nicht akzeptiert: Nach dem zwei Monate zuvor in Kraft getretenen Concorde Agreement waren alle an der Formel 1 beteiligten Teams verpflichtet, mit selbst konstruierten Rennwagen anzutreten. Anders als in den 1970er-Jahren waren Privatfahrer und Kundenteams, die Autos fremder Hersteller einsetzten, nicht mehr zugelassen.
Im folgenden Jahr bemühte sich de Villota erneut um eine Teilnahme an Formel-1-Rennen. Ein Cockpit in einem Werksteam war für ihn nicht zu erreichen. De Villota entwickelte daraufhin ein Beziehungsgeflecht, mit dem der grundsätzliche Ausschluss von Privatfahrern umgangen werden sollte. De Villota stand für 1982 bei Onyx Racing unter Vertrag, einem britischen Rennstall, der als Quasi-Werksteam von March Engineering in der Formel 2 engagiert war. Onyx verfügte nicht über ein eigenes es Formel-1-Auto, sodass das Team selbst nicht der Formel 1 antreten konnte. Onyx verlagerte die Meldung stattdessen auf RAM Racing. Das RAM-Team war 1982 unter der Bezeichnung March Grand Prix in der Formel-1-Weltmeisterschaft engagiert und setzte dort Fahrzeuge vom Typ March 821 ein, die als Eigenkonstruktionen von RAM galten. Aufgrund einer Vereinbarung mit Onyx meldete RAM im Frühjahr 1982 neben seinen Stammfahrern Jochen Mass und Raul Boesel zu einigen Rennen einen dritten March 821 für Emilio de Villota. De Villotas Meldung erfolgte unter der leicht vom Werksteam abweichenden Bezeichnung LBT Team March, die auf seinen persönlichen Sponsor LBT, ein kanarisches Geldinstitut, Bezug nahm. Tatsächlich wurde der Rennbetrieb des dritten March allerdings nicht von RAM organisiert. Stattdessen wurde de Villotas Wagen von Onyx Racing vorbereitet und betreut. Tatsächlich handelte es sich bei dem LBT Team March also um einen Einsatz des Onyx-Teams, der unter der Meldung des Konkurrenten RAM Racing stattfand. Die Organisatoren erkannten die Meldung de Villotas in dieser Form an.
De Villota war der letzte Fahrer, der ohne vertragliche Beziehung zu einem Werksteam bei einem Formel-1-Weltmeisterschaftsrennen an den Start ging.

## Renneinsätze
Das LBT Team March debütierte im Mai 1982 beim Großen Preis von Belgien. Einsatzauto war hier wie in allen folgenden Anläufen der March 821 RM07, ein Chassis, das bei RAM zu Saisonbeginn von Raul Boesel eingesetzt worden war. Auf dem Kurs von Zolder scheiterte de Villota ebenso wie der Osella-Pilot Riccardo Paletti bereits an der Vorqualifikation.
Gleiches galt für das anschließende Rennen in Monaco: Hier erreichte de Villota eine Rundenzeit von 1:52,401 Minuten. Er war damit 21 Sekunden langsamer als der Vorletzte der Vorqualifikation (Chico Serra im Fittipaldi). Auf den letzten Qualifikanten fehlten de Villota fast 25 Sekunden, und gegenüber dem Polesitter René Arnoux (Renault F1) betrug der Rückstand fast eine halbe Minute. De Villotas Geschwindigkeit lag bei 106 km/h; René Arnoux hatte eine Geschwindigkeit von 143 km/h erreicht.
Auf dem Straßenkurs von Detroit war de Villotas Rückstand geringer: Hier verpasste er die Qualifikation nur um 0,7 Sekunden; sein Rückstand auf den Polesitter Alain Prost betrug neun Sekunden. De Villota war hier nicht der langsamste Fahrer: Nelson Piquet, der in Detroit den neuen, weitgehend ungetesten Brabham BT50 mit BMW-Turbomotor einsetzte, fuhr eine Rundenzeit heraus, die 1,2 Sekunden über der von de Villota lag. In Kanada war de Villota zwei Sekunden langsamer als der letzte Qualifikant, und in den Niederlanden war er Letzter der Qualifikation.
Nach diesem Rennen gab de Villota das Formel-1-Engagement auf. Mike Earle, der Chef von Onyx Racing, war rückblickend der Ansicht, dass de Villota mit der Aurora-Serie 1980 zwar eine regionale Formel-1-Meisterschaft habe gewinnen können. „Sein Talent hat aber nicht ausgereicht, um sich mit einem mittelmäßigen Auto in der Formel-1-Weltmeisterschaft zu etablieren.“ De Villota hätte sein Geld und sein Talent besser bei Sportwagenrennen investieren sollen. Der March 821 ging an RAM Racing zurück; er wurde bei den weiteren Rennen der Saison überwiegend von Raul Boesel gefahren.

## Rennergebnisse
| Fahrer               | Startnummer          | 1 | 2 | 3 | 4 | 5    | 6    | 7   | 8   | 9    | 10 | 11 | 12 | 13 | 14 | 15 | 16 | Punkte | Rang |
| -------------------- | -------------------- | - | - | - | - | ---- | ---- | --- | --- | ---- | -- | -- | -- | -- | -- | -- | -- | ------ | ---- |
| Formel-1-Saison 1982 | Formel-1-Saison 1982 |   |   |   |   |      |      |     |     |      |    |    |    |    |    |    |    | 0      | –    |
| E. de Villota        | 19                   |   |   |   |   | DNPQ | DNPQ | DNQ | DNQ | DNPQ |    |    |    |    |    |    |    | 0      | –    |

| Legende  | Legende            | Legende                                                          |
| Farbe    | Abkürzung          | Bedeutung                                                        |
| -------- | ------------------ | ---------------------------------------------------------------- |
| Gold     | –                  | Sieg                                                             |
| Silber   | –                  | 2. Platz                                                         |
| Bronze   | –                  | 3. Platz                                                         |
| Grün     | –                  | Platzierung in den Punkten                                       |
| Blau     | –                  | Klassifiziert außerhalb der Punkteränge                          |
| Violett  | DNF                | Rennen nicht beendet (did not finish)                            |
| Violett  | NC                 | nicht klassifiziert (not classified)                             |
| Rot      | DNQ                | nicht qualifiziert (did not qualify)                             |
| Rot      | DNPQ               | in Vorqualifikation gescheitert (did not pre-qualify)            |
| Schwarz  | DSQ                | disqualifiziert (disqualified)                                   |
| Weiß     | DNS                | nicht am Start (did not start)                                   |
| Weiß     | WD                 | zurückgezogen (withdrawn)                                        |
| Hellblau | PO                 | nur am Training teilgenommen (practiced only)                    |
| Hellblau | TD                 | Freitags-Testfahrer (test driver)                                |
| ohne     | DNP                | nicht am Training teilgenommen (did not practice)                |
| ohne     | INJ                | verletzt oder krank (injured)                                    |
| ohne     | EX                 | ausgeschlossen (excluded)                                        |
| ohne     | DNA                | nicht erschienen (did not arrive)                                |
| ohne     | C                  | Rennen abgesagt (cancelled)                                      |
| ohne     | keine WM-Teilnahme |                                                                  |
| sonstige | P/fett             | Pole-Position                                                    |
| sonstige | 1/2/3/4/5/6/7/8    | Punktplatzierung im Sprint-/Qualifikationsrennen                 |
| sonstige | SR/kursiv          | Schnellste Rennrunde                                             |
| sonstige | *                  | nicht im Ziel, aufgrund der zurückgelegten Distanz aber gewertet |
| sonstige | ()                 | Streichresultate                                                 |
| sonstige | unterstrichen      | Führender in der Gesamtwertung                                   |